# Cơ gấp cổ tay quay
Trong giải phẫu học, cơ gấp cổ tay quay (tiếng Anh: flexor carpi radialis; Tiếng Pháp: le muscle fléchisseur radial du carpe) là cơ thuộc phần cẳng tay người, thực hiện động tác gấp cổ tay và gập về xương quay của bàn tay. Tiếng Latin carpus nghĩa là cổ tay; do đó theo danh pháp giải phẫu tiếng Anh, flexor carpi có nghĩa là cổ tay thực hiện động tác gấp.

## Nguyên ủy và bám tận
Nguyên ủy là mỏm trên lồi cầu trong xương cánh tay. Cơ chay dọc theo cơ gấp sâu các ngón tay, bám tận tại nền xương đốt bàn tay II, có trường hợp cơ còn bám tận vào xương đốt bàn tay III hoặc xương thang.

## Động mạch và thần kinh
Giống phần lớn cơ gấp cổ tay, cơ gấp cổ tay quay được thần kinh giữa chi phối và được động mạch quay nuôi dưỡng.

## Tập luyện cơ
Giống phần lớn cơ gấp cổ tay, để phát triển cơ gấp cổ tay quay thì tập những động tác có tính đối kháng với sự gấp bàn tay. Tức là sử dụng dụng cụ lăn cổ tay (wrist roller) hoặc tập bài cuộn tạ đòn cẳng tay (wrist curls) có sử dụng tạ đơn, tạ đôi (dumbbells).

## Hình ảnh tham khảo

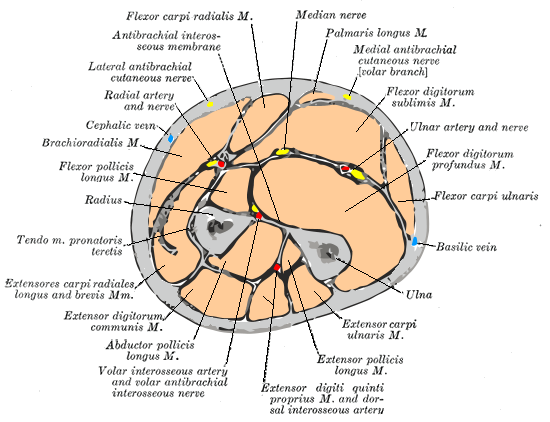
Thiết đồ ngang giữa cẳng tay
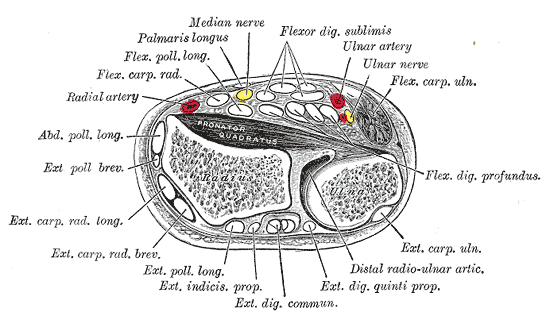
Thiết đồ ngang tại đầu xa của xương trụ và xương quay.
Thiết đồ ngang tại cổ tay và ngón tay.
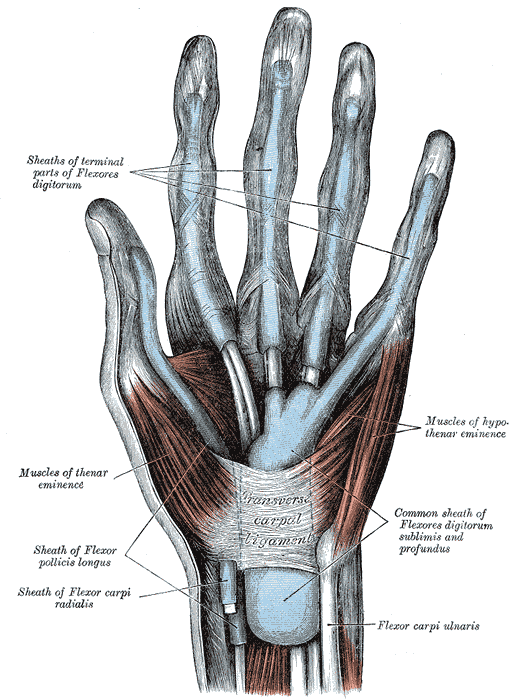
Túi hoạt dịch trung gian giữa cổ tay và ngón tay.
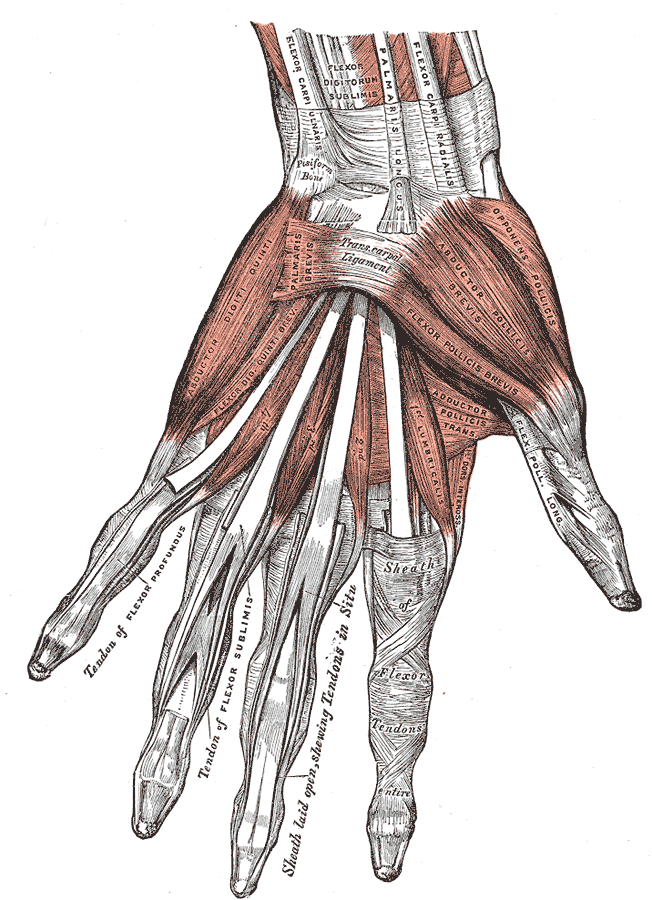
Cơ bên tay trái, mặt gan tay.
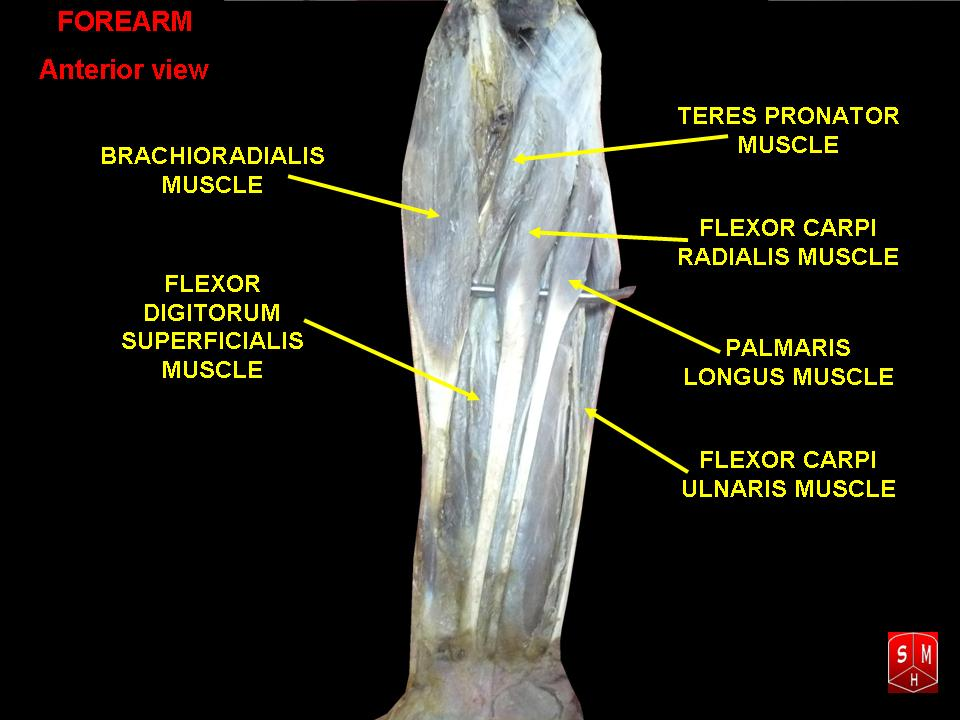
Cơ gấp cổ tay quay: Flexor carpi radialis muscle